# Естепона
Естепона (ісп. Estepona) — муніципалітет в Іспанії, у складі автономної спільноти Андалусія, у провінції Малага. Населення — 66 150 осіб (2010). 
Муніципалітет розташований на відстані близько 460 км на південь від Мадрида, 70 км на південний захід від Малаги. Як свідчить легенда, вона була улюбленим місцем богині конярства Епони. Тут, на сонячному, мальовничому узбережжі, розташовувалося ритуальне святилище, присвячене цій богині. Поруч з ним поступово і виросло невелике поселення.
На території муніципалітету розташовані такі населені пункти: (дані про населення за 2010 рік)
- Аталая-Ісдабе: 1202 особи
- Баїя-Дорада: 502 особи
- Буенас-Ночес: 459 осіб
- Канселада: 1323 особи
- Кортес: 17 осіб
- Естепона: 47366 осіб
- Ла-Гаспара: 1321 особа
- Лома-дель-Монте: 8 осіб
- Лос-Льянос: 836 осіб
- Ель-Падрон: 1518 осіб
- Плая-дель-Соль-Вільякана: 518 осіб
- Рейносо: 451 особа
- Ресінера-Воладілья: 1831 особа
- Саладав'єха: 343 особи
- Саладільйо-Бенамара: 7351 особа
- Ель-Велерін: 1104 особи

## Демографія
Динаміка населення (INE ):

## Галерея зображень

Розташування муніципалітету у провінції Малага
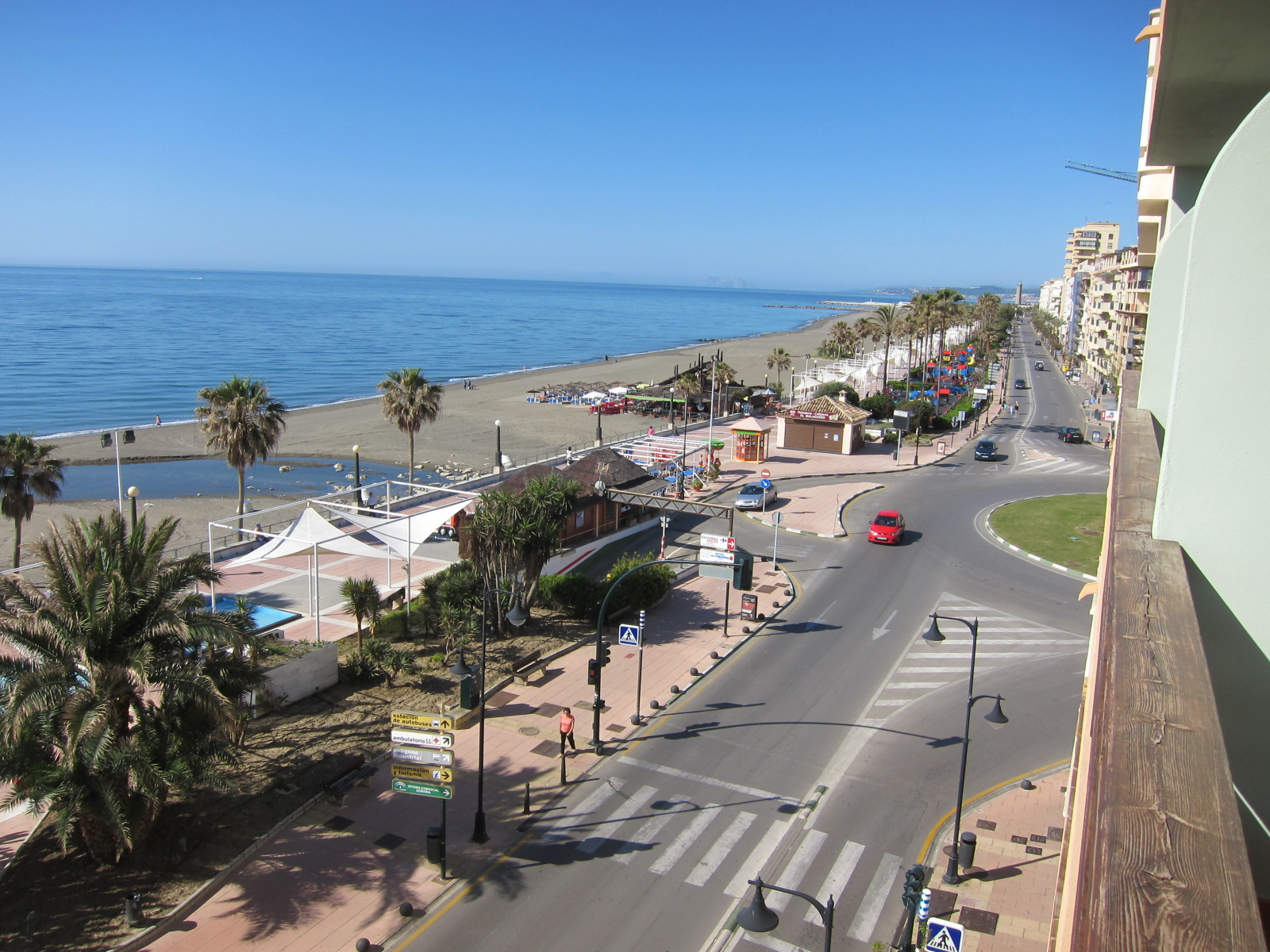
Естепона, узбережжя
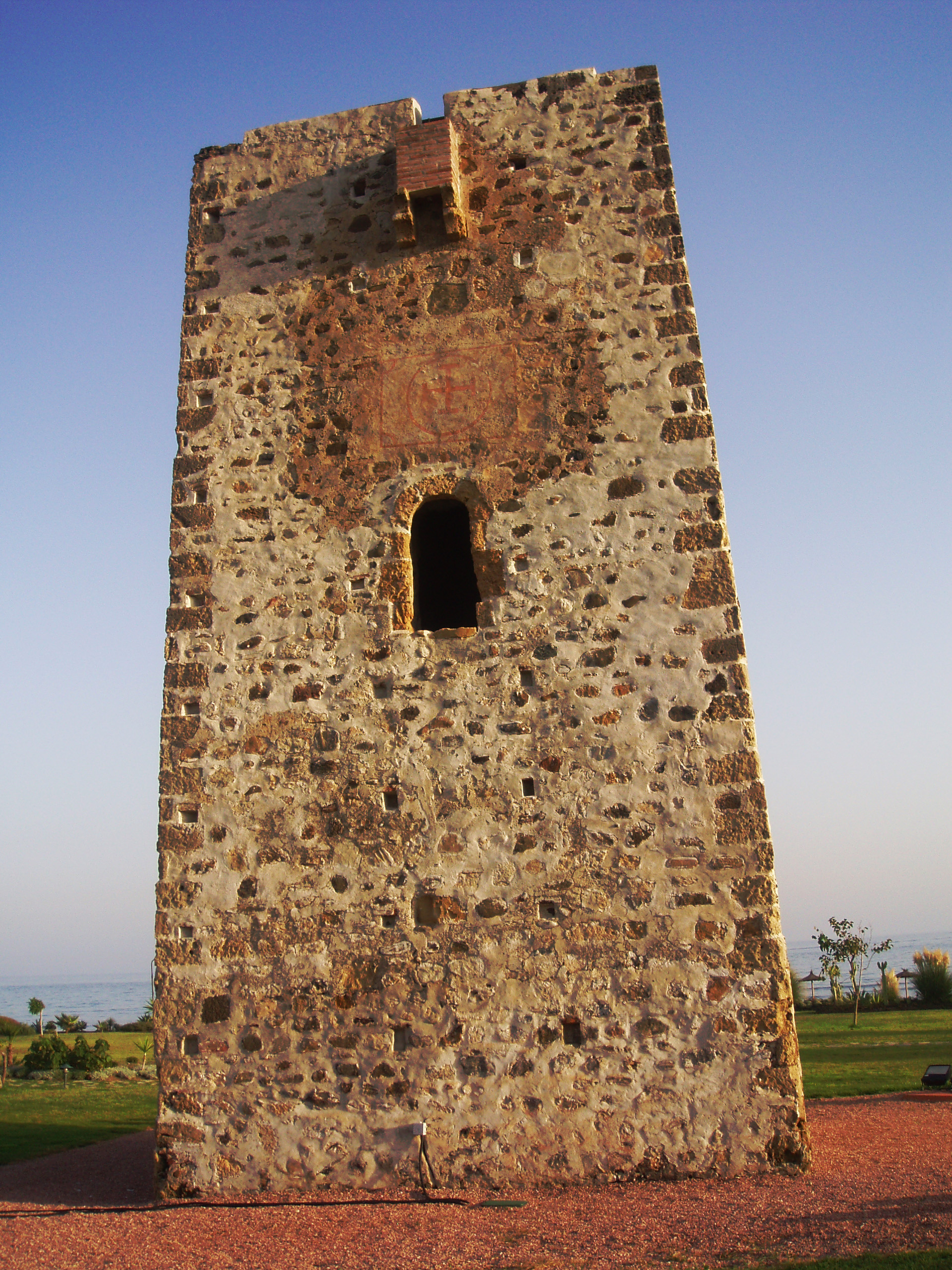
Вежа Гуадальманса
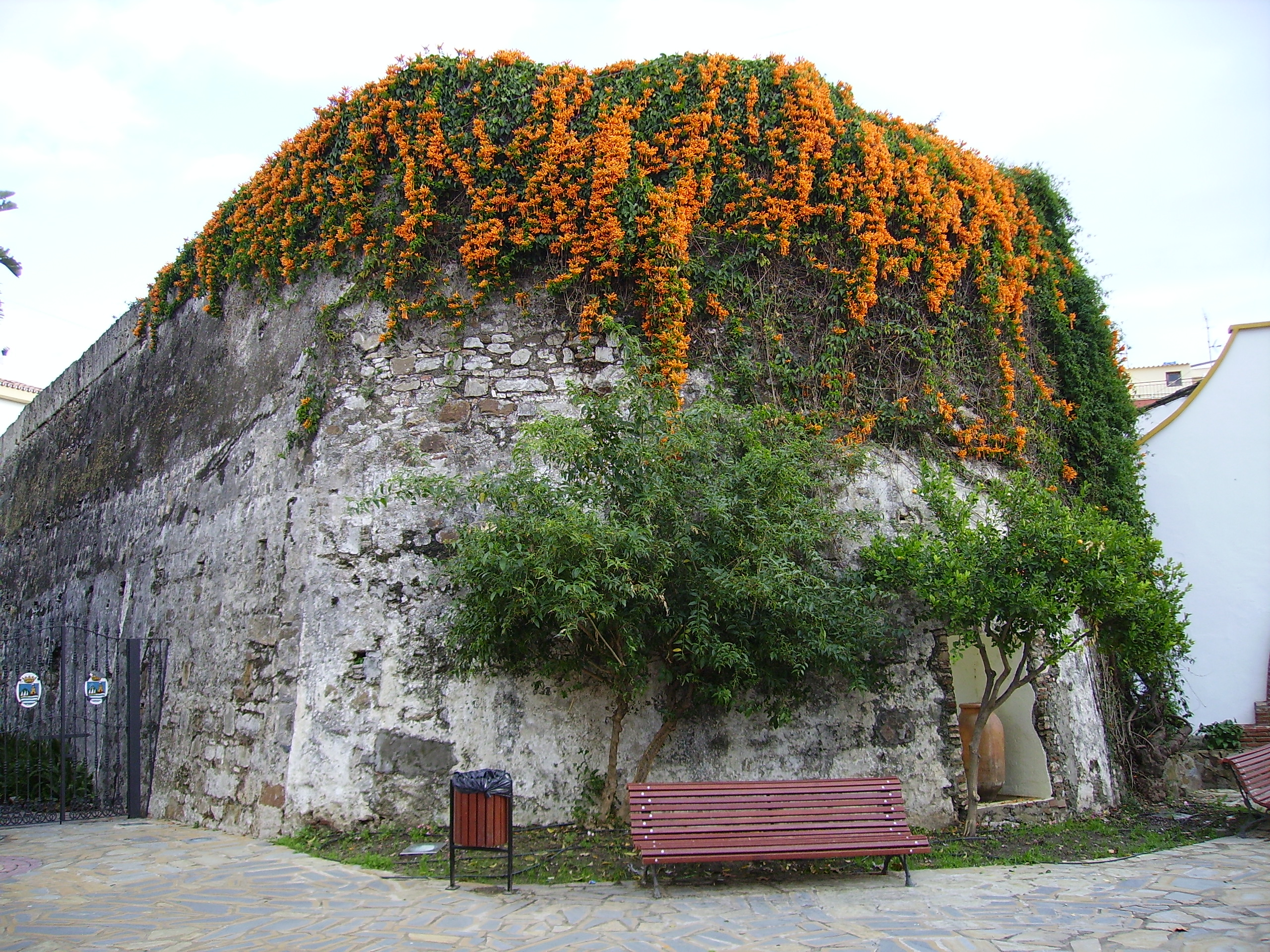
Замок Сан-Луїс
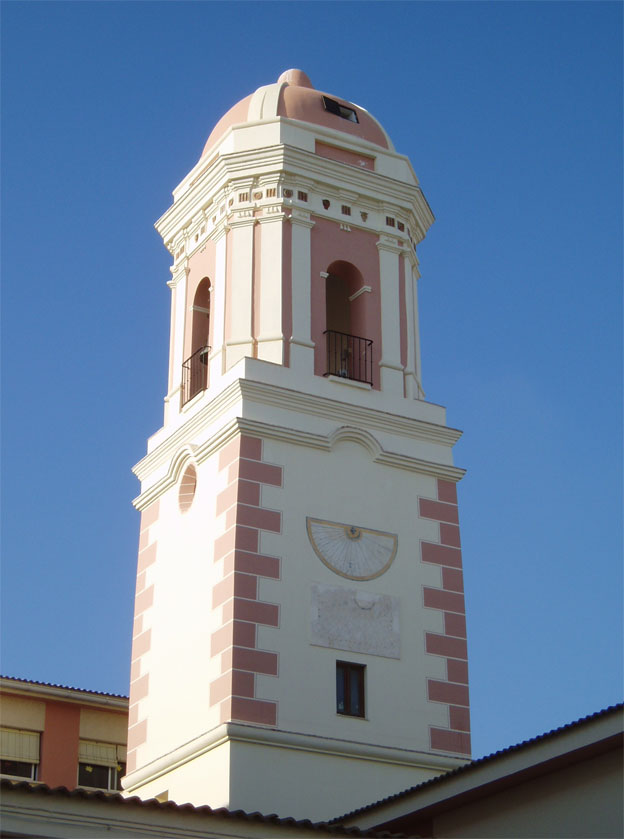
Годинникова вежа
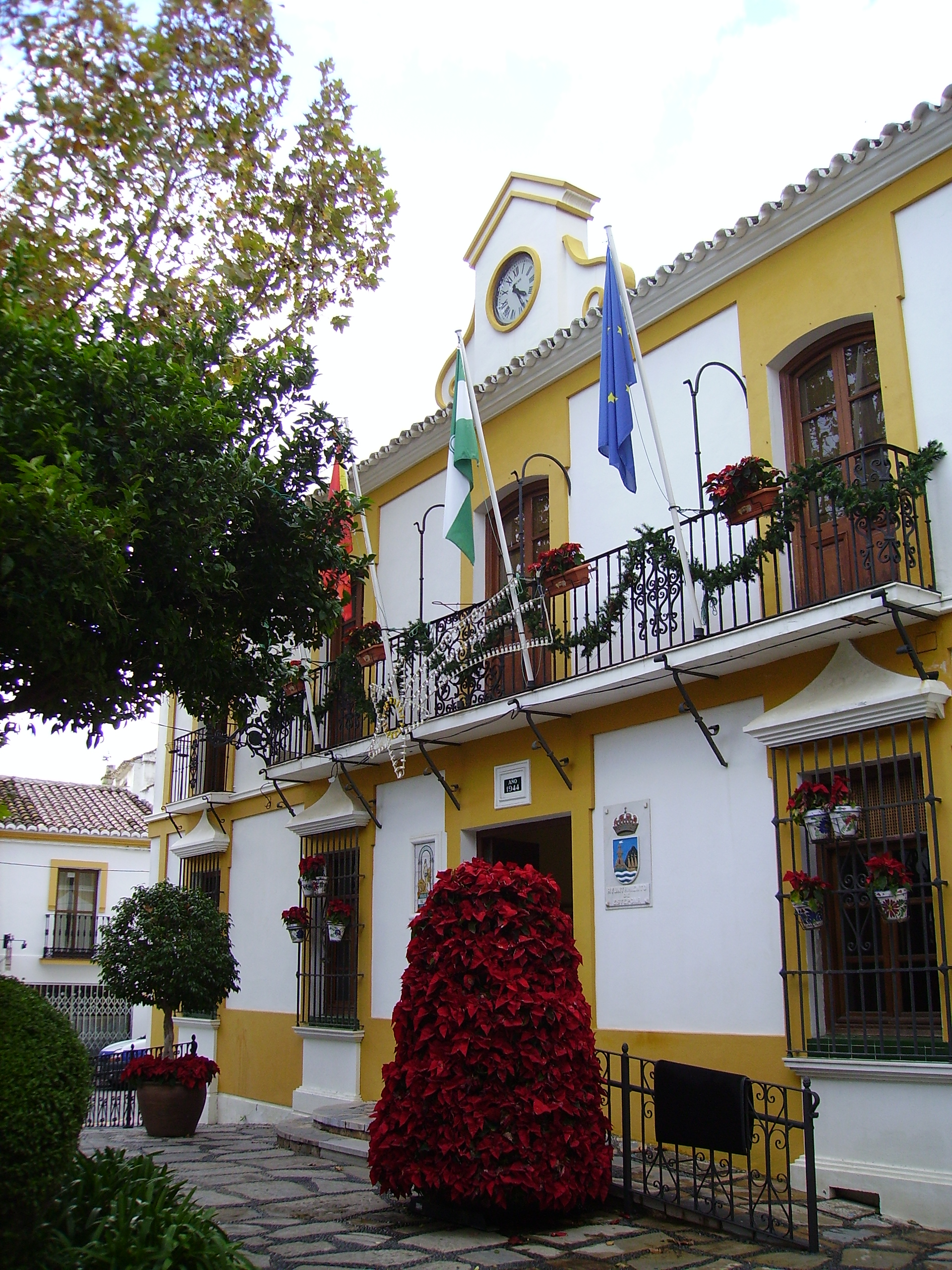
Муніципальна рада
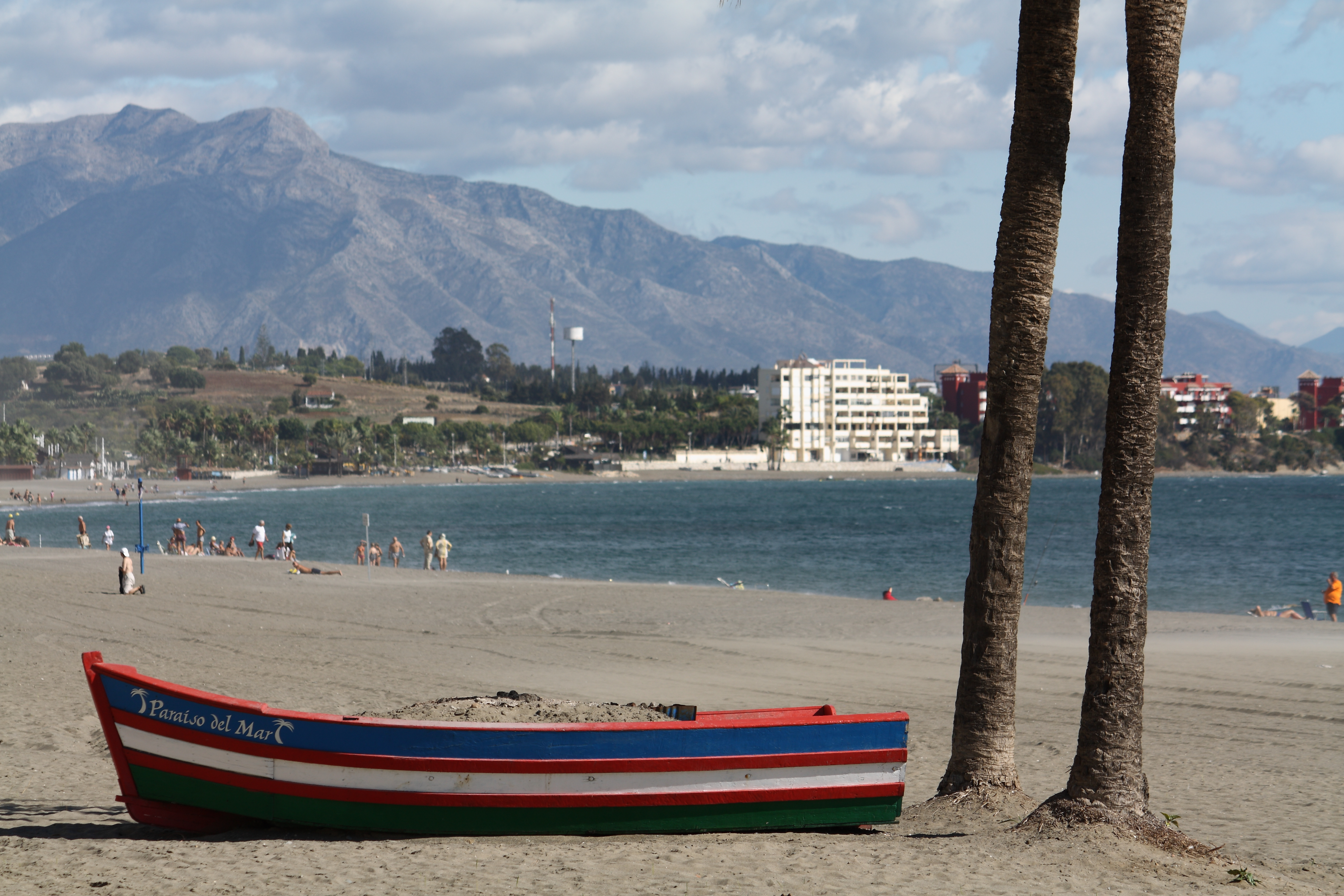
Естепона, пляж
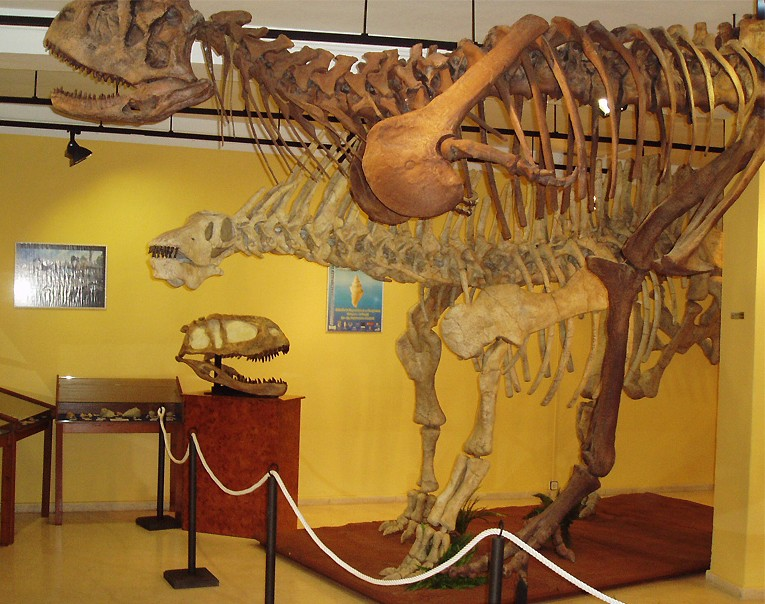
Музей, Естепона
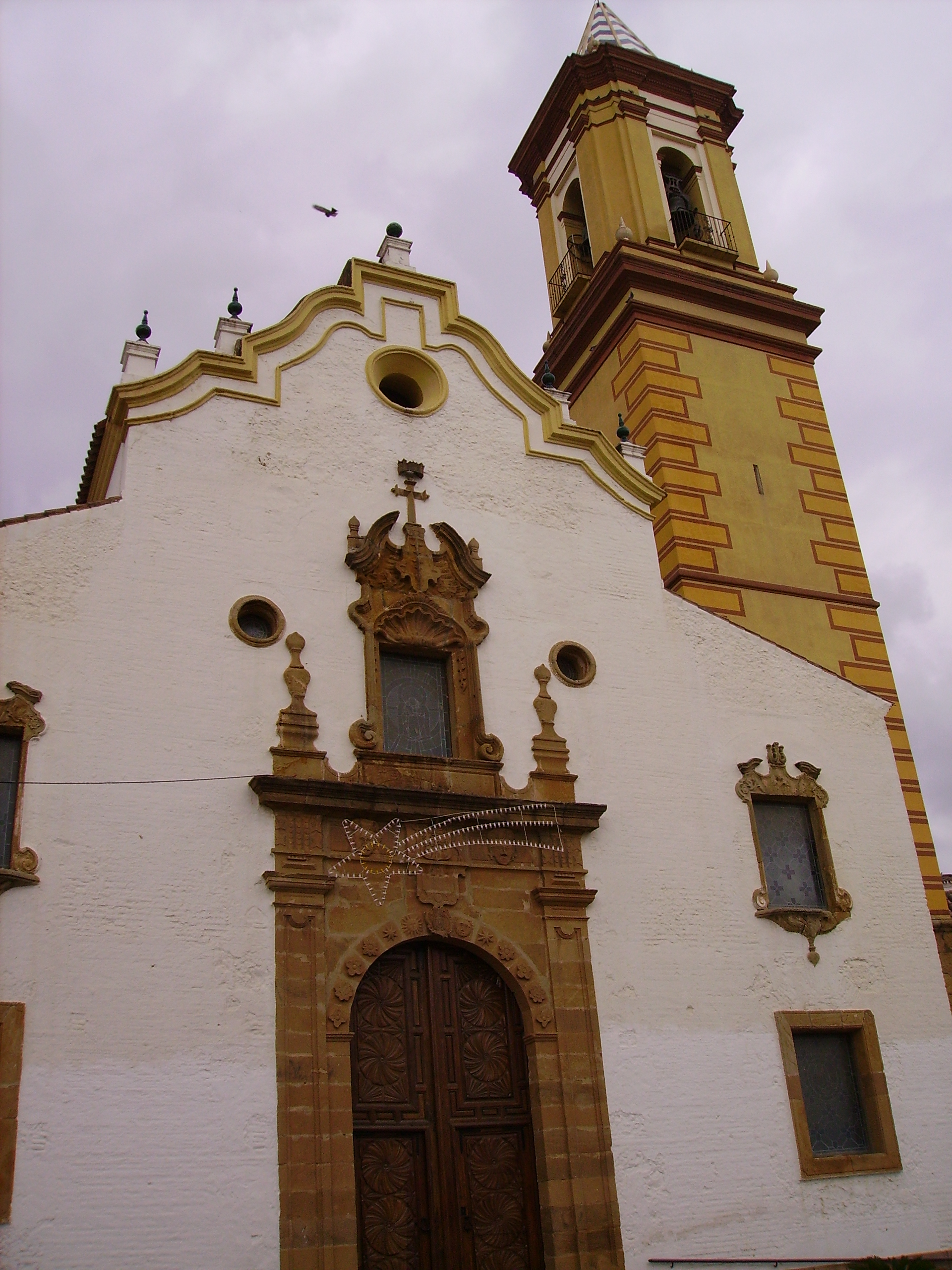
Церква Санта-Марія-де-лос-Ремедіос